# 希斯卡帕塔山
希斯卡帕塔山（Jisk'a Pata），是玻利維亞的山峰，位於該國西部拉巴斯省，屬於安第斯山脈中玻利維亞瑞阿爾山脈的一部分，海拔高度5,508米。